# پیترسون ای‌اس

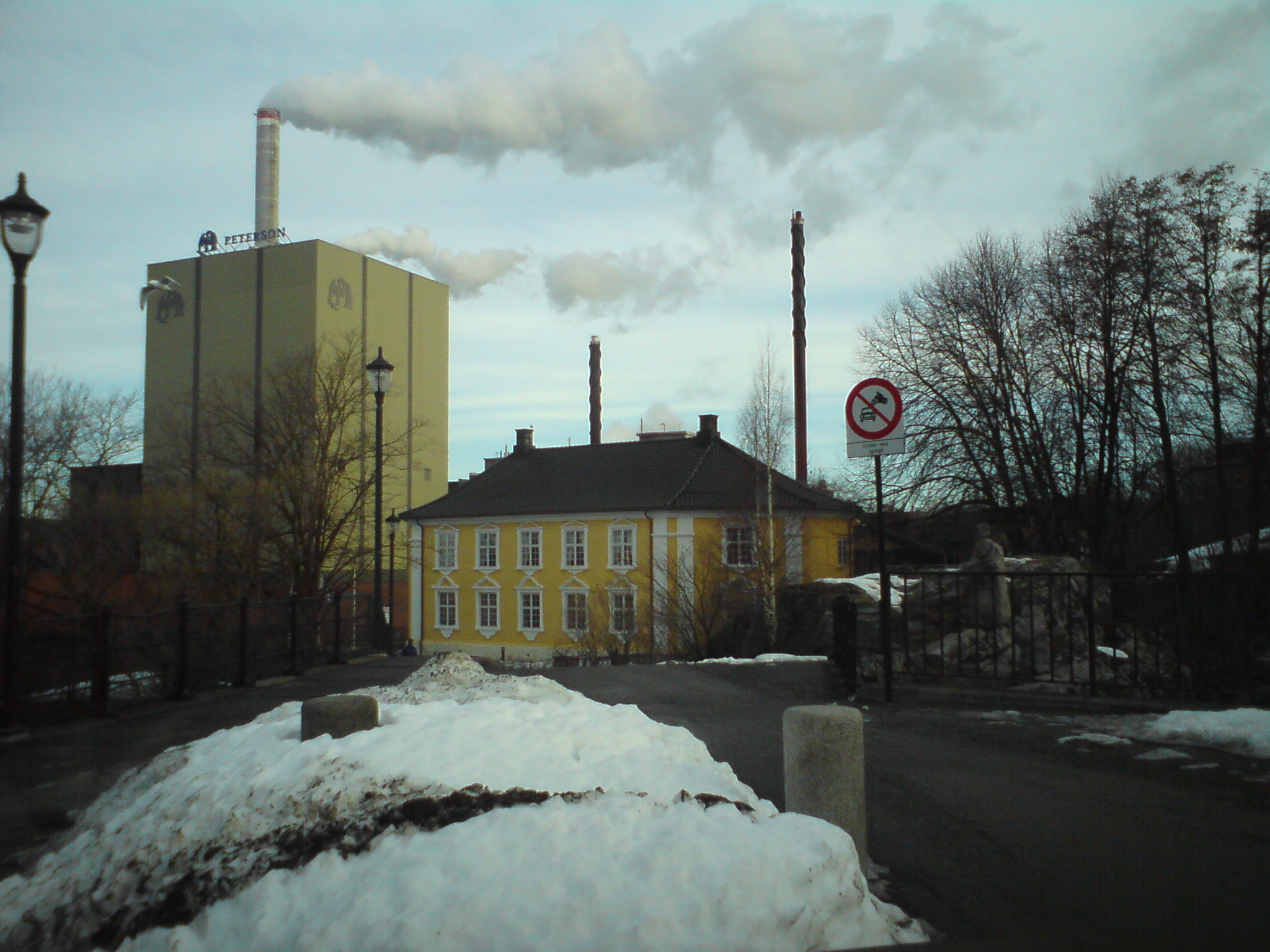

پیترسون ای‌اس (انگلیسی: Peterson) شرکت کاغذسازی نروژی است، که در سال ۱۸۰۱ تأسیس شد.